# Белолобая коата
Белолобая коата, или светлолобая коата (лат. Ateles belzebuth) — примат семейства паукообразных обезьян.

## Описание
Конечности очень длинные, длиннее, чем туловище. На лбу светлое треугольное пятно, что выделяет этот вид среди остальных представителей рода. Шерсть на спине от светло-коричневого до чёрного цвета, на брюхе и груди от белого до светло-коричневого. Хвост хватательного типа, длиной от 61 до 88 см. Вес взрослой особи от 5,9 до 10,4 кг. Длина тела самцов от 42 до 50 см, длина тела самок от 34 до 59 см.

## Распространение
Встречаются в северо-восточной части амазонских дождевых лесов в Южной Америке (Колумбия, Венесуэла, Перу, Эквадор и Бразилия).

## Поведение
Образуют группы от 20 до 40 особей. Иногда встречаются также одиночные особи. Предпочитают верхние ярусы леса, ловко перемещаясь в кронах, используя хватательный хвост и длинные конечности. В группе количество самок втрое превышает количество самцов.
В рационе в основном фрукты, дополнением к рациону служат семена и листья. 22 % всего времени проводят в поисках пищи.
Самки приносят потомство каждые 2–4 года. Течный цикл от 24 до 27 дней, беременность длится от 210 до 225 дней. Половой зрелости оба пола достигают в возрасте от 4 до 5,5 лет.

## Статус популяции
Международный союз охраны природы присвоил этому виду охранный статус «Вымирающий», поскольку по оценкам 2008 года популяция сократилась по меньшей мере на 50 % за 45 лет (3 поколения). Главные угрозы популяции — охота и разрушение среды обитания. Некоторое количество белолобых коат живёт в охранных зонах, где плотность популяции оценивается в 15–18 особей на км².